# Youthanasia
„Youthanasia“ е шести студиен албум на американската хевиметъл група Мегадет, издаден на 1 ноември 1994 г. Ремиксирана и ремастерирана версия, включваща няколко бонус парчета е издадена през 2004 г.
Заглавието е игрословица с думата евтаназия, имайки предвид, че обществото евтаназира младежта. „Youthanasia“ е по-бавен и по-мелодичен от предишния албум, с който групата пробива („Countdown to Extinction“). До 2007 година, това е единственият албум на Мегадет, в който китарата е в Е-бемол (с половин стъпка по-надолу).
Текстовете в албума разглеждат различни теми: митология („Elysian Fields“ и „Blood of Heroes“), изнасилване и инцест („Family Tree“), ядрена война („Black Curtains“), хазарт („Train of Consequences“) и една песен за последните моменти в живота („À Tout le Monde“).
Предишният албум на Мегадет (Countdown to Extinction) постига успех и групата е решена да го повтори. Но по това време Мегадет са раздирани от вътрешни конфликти. Много от срещите им минават в обсъждане на „успешната формула“, за да може групата да упражнява по-добре креативността си.
Друг проблем е нерешителността относно това къде да бъде записан албума. Тъй като Мъстейн не иска да го записват в Лос Анджелис, групата отива във Финикс, Аризона (родното място на повечето членове на групата). Започват записите във Phase Four Studios (студиото, в което през 2004 г., албумът е ремастериран и ремиксиран), но поради проблеми решават да намерят друго място. Във Финикс няма друго подходящо място и затова продуцентът Макс Нормън предлага да си направят собствено студио. Построяването е документирано в „Evolver – The Making of Youthanasia“.

## Състав
- Дейв Мъстейн – вокали, китара
- Марти Фрийдман – китара
- Дейвид Елефсън – бас
- Ник Менза – барабани

## Песни
| Youthanasia | Youthanasia             | Youthanasia | Youthanasia | Youthanasia | Youthanasia | Youthanasia | Youthanasia | Youthanasia | Youthanasia |
| №           | Име                     | Време       |             |             |             |             |             |             |             |
| ----------- | ----------------------- | ----------- | ----------- | ----------- | ----------- | ----------- | ----------- | ----------- | ----------- |
| 1.          | Reckoning Day           | 4:34        |             |             |             |             |             |             |             |
| 2.          | Train of Consequences   | 3:26        |             |             |             |             |             |             |             |
| 3.          | Addicted to Chaos       | 5:26        |             |             |             |             |             |             |             |
| 4.          | A Tout le Monde         | 4:28        |             |             |             |             |             |             |             |
| 5.          | Elysian Fields          | 4:03        |             |             |             |             |             |             |             |
| 6.          | The Killing Road        | 3:57        |             |             |             |             |             |             |             |
| 7.          | Blood of Heroes         | 3:57        |             |             |             |             |             |             |             |
| 8.          | Family Tree             | 4:07        |             |             |             |             |             |             |             |
| 9.          | Youthanasia             | 4:09        |             |             |             |             |             |             |             |
| 10.         | I Thought I Knew It All | 3:44        |             |             |             |             |             |             |             |
| 11.         | Black Curtains          | 3:39        |             |             |             |             |             |             |             |
| 12.         | Victory                 | 4:27        |             |             |             |             |             |             |             |
| 49:57       |                         |             |             |             |             |             |             |             |             |

### Ремастерирани бонус песни от 2004
1. „Millennium of the Blind“ (неиздавана преди) – 2:15 (Мъстейн, Фрийдман)
2. „New World Order“ (демо) – 3:45
3. „Absolution“ (инструментал) – 3:27(Мъстейн, Фрийдман)
4. „À Tout le Monde“ (демо) – 6:20

## Класации

### Албум
| Година | Класация          | Позиция |
| ------ | ----------------- | ------- |
| 1994   | The Billboard 200 | 4       |

### Сингъл
| Година | Сингъл                  | Класаия                | Позиция |
| ------ | ----------------------- | ---------------------- | ------- |
| 1994   | „Train of Consequences“ | Mainstream Rock Tracks | 29      |
| 1994   | „Train of Consequences“ | Британската класация   | 22      |
| 1995   | „À Tout le Monde“       | Mainstream Rock Tracks | 31      |

|  | Тази страница частично или изцяло представлява превод на страницата Youthanasia в Уикипедия на английски. Оригиналният текст, както и този превод, са защитени от Лиценза „Криейтив Комънс – Признание – Споделяне на споделеното“, а за съдържание, създадено преди юни 2009 година – от Лиценза за свободна документация на ГНУ. Прегледайте историята на редакциите на оригиналната страница, както и на преводната страница, за да видите списъка на съавторите. ВАЖНО: Този шаблон се отнася единствено до авторските права върху съдържанието на статията. Добавянето му не отменя изискването да се посочват конкретни източници на твърденията, които да бъдат благонадеждни. |